# Уговор о конфедерацији и сталној унији
Уговор о конфедерацији и сталној унији (енгл. Articles of Confederation and Perpetual Union), или само Уговор о конфедерацији (енгл. Articles of Confederation), био је споразум између тринаест првобитних држава Сједињених Америчких Држава који је служио као први устав. Израда од стране комисије коју је именовао Други Континентални конгрес почела је 12. јула 1776. године, а одобрена верзија је прослијеђена државама на ратификацију крајем 1777. године. Формална ратификација од стране свих тринаест држава завршена је почетком 1781. године. Влада за вријеме Уговора је замијењена новим уставом и федералним обликом власти 1789. године.
Чак и нератификован, Уговор је обезбједио систем Континенталног конгреса за усмјерење Америчког рата за независност, вођење дипломатских односа са Европом, бављењем територијалним питањима и везама са америчким старосједиоцима. Ипак, слабост владе створене Уговором постало је питање од велике важности за кључне националисте. Генерална влада под Уговором је 4. марта 1789. године замијењена савезном владом под Уставом Сједињених Држава. Новим уставом је предвиђена много јача савезна влада постављањем шефа извршне власти (предсједник), судова и порезних институција.